# ستيفاني أرنولد
ستيفاني أرنولد (بالإنجليزية: Stephanie Arnold)‏ هي نبالة أمريكية، ولدت في 23 يناير 1978.

## وصلات خارجية
- ستيفاني أرنولد على موقع أوليمبيديا (الإنجليزية)